# 霍霍利斯基区
霍霍利斯基区（俄语：Хохольский район）是俄罗斯联邦沃罗涅日州下辖的一个区，其行政中心为霍霍利斯基。据2016年统计，该区的人口为29692人。